# 初家街道
初家街道，是中华人民共和国山東省烟台市莱山区下辖的一个乡镇级行政单位。

## 行政区划
初家街道下辖以下地区：
河东社区、河西社区、曹家社区、午台社区、蒲昌社区、南塂社区、何家屯社区、曲家庄社区、丰田社区、曹家庄社区、松岚社区、沟北社区、凤凰社区、绿色家园社区、初家村、宋家庄村、祁家屯村、杜家村、东马家都村、西马家都村、解家村、界牌村、陈家村、远陵夼村、大郝家村和庙后村。

## 人口
2010年中国第六次人口普查时，初家街道共有人口61867人。共有家庭20518户，平均每户2.56人。14岁以下的少年儿童共8004人，占总人口12.93%；15-64岁人口共49782人，占总人口80.46%；65岁及以上的老年人共4081人，占总人口的6.596%。男性共计30880人，占总人口49.91%；女性共计30987，占总人口50.08%。本地居住的人口中，拥有本地户籍的人口为32290人，占52.19%。